# Drasteriodes luxurians
Drasteriodes luxurians là một loài bướm đêm trong họ Noctuidae.